# Clásico All Boys-Atlanta
El clásico All Boys-Atlanta es uno de los encuentros con mayor rivalidad entre dos equipos del ámbito 
porteño. Este duelo
entre Floresta y Villa Crespo hace que la cercanía de siete kilómetros entre las instituciones genere más enemistad. Disputaron su primer partido oficial hace 111 años, en el viejo recinto de Atlanta (ubicado en Parque Chacabuco), el 3 de mayo de 1914 por los octavos de final de la Copa de Competencia "La Nación" 1914 con victoria de All Boys por 2-1.
Durante el desarrollo de la historia, este choque barrial se repitió en tres categorías: Primera División, en la máxima categoría de ascenso (en su viejo formato “Primera B” como en el formato “Primera B Nacional”) y en Primera B Metropolitana. Si bien ya existía una enemistad, la rivalidad más fuerte se desataría progresivamente después de la década de 1980 cuando Atlanta descendió de Primera División.

## Historia
El clásico All Boys - Atlanta se convirtió en uno de los enfrentamientos más violentos del fútbol metropolitano, y la antipatía entre sus aficionados fue precedida de numerosos incidentes, que con la llegada de la democracia en la República Argentina en 1983 comenzaron a ser un hábito:
"Pero créalo, eso pasó en Villa Crespo, en un partido que empezó "más caliente" en las tribunas, con gritos hostiles y agresiones entre ambas hinchadas, que en el terreno de juego."El Gráfico: Atlanta 0 - All Boys 0 (jugado el 17 de septiembre 1983). 
El 20 de octubre de 2001 a pesar de que no habían jugado entre sí se encontraron en la intersección de las avenidas Juan B. Justo y Segurola, cuando casualmente se cruzaron unos 250 simpatizantes de ambas hinchadas. Y lo que comenzó con insultos, paso a los golpes de puño y botellazos, como consecuencia de lo cual hubo varios heridos. Intervinieron los efectivos de la seccional 43.ª, pero las parcialidades agredieron también a los policías que no podían detener la batalla.

Se reedita una nueva edición del clásico entre All Boys y Atlanta, dos equipos que, a través de la historia, se enfrentaron en tres categorías: 1ª División, en la Máxima Categoría del Ascenso (en su viejo formato “Primera B” y el formato “Primera B Nacional”) y Primera B Metropolitana. También cuentan con un enfrentamiento en la Copa Argentina 2011/12.
 20 de noviembre de 2018, sitió oficial del Club Atlético All Boys

La hinchada de Atlanta ha creado una de las canciones más famosas contra All Boys que es cantada en todos los estadios donde juega el equipo Albo en condición de visitante. Sus vecinos de Floresta respondieron creando cantos racistas que generaron polémica.
El 2 de mayo de 2004 nuevamente son noticia de los medios nacionales, cuando tres micros con aficionados de Atlanta regresaban de un encuentro en Jáuregui fueron interceptados por un centenar de barrabravas de All Boys en Juan B. Justo y Goya con una bomba molotov para posteriormente atacar, cuyo saldo fue de veinte heridos. Luego, desde Internet, los hinchas de All Boys reivindicaron el ataque generando gran preocupación en los organismos de seguridad, dado que un numeroso grupo de barrabravas de Atlanta estaba dispuesto a recorrer Floresta buscando venganza.
La saga de agresiones continuaría pocos meses después, en el clásico disputado el 25 de septiembre de 2004 por la Primera B en el estadio de Atlanta. Los hinchas del club de Villa Crespo fueron a Humboldt y Padilla donde ingresaba la hinchada del Albo y comenzaron a arrojar proyectiles y hasta un banco de plaza a la parcialidad de All Boys. Finalmente cuando habían transcurrido 20 minutos del partido la parcialidad bohemia extrajo banderas de sus vecinos y las colgó en la tribuna local, lo que motivó que la hinchada visitante se enardeciera y comenzara a treparse a los alambrados que actuaban como división de los dos grupos.

Este jueves se estrenó «Maldito seas, Waterfall», de Alejandro Chomski, en la que el protagonista es hincha de Atlanta. Dos grandes momentos de la película son los sentidos homenajes que se les rinde a Chacarita y All Boys. Para los funebreros hay dedicado un grafiti irreproducible. Para los de Floresta hay una taza con el escudo blanquinegro y la tradicional frase con la que se suele saludar a la anatomía de la madre de All Boys.
 Extracto 24 de octubre de 2016, titulado "Atlanta llegó a los cines". Sitió oficial del Club Atlético Atlanta. 

El 5 de mayo de 2008 se enfrentaron en el estadio de Platense, donde Atlanta hizo de local, ya con la prohibición de público visitante. El equipo de Floresta llegaba con chances de consagrarse campeón si obtenía el triunfo, lo que finalmente ocurrió. El Albo venció al Bohemio 2 a 0 y consiguió el ascenso a la Primera "B" Nacional. No obstante el partido había sido suspendido a los 40 minutos del segundo tiempo "por falta de garantías", ante el intento de los hinchas de Villa Crespo por entrar al campo de juego para evitar que sus vecinos festejarán y dieran la vuelta olímpica. El sitio oficial de All Boys describió que "la desazón y la impotencia de los hinchas de Atlanta quisieron que el partido no termine de jugarse".
El 21 de noviembre de 2018, siete años después del partido de Copa Argentina, vuelve a disputarse el clásico en cancha de All Boys. Los equipos venían peleando posiciones de ascenso y Atlanta logra un gran triunfo 3 a 2 que lo deja muy cerca del logro. Pero cuando termina el cotejo la parcialidad local decidió ir en busca de los dirigentes y periodistas partidarios Bohemios, que festejaron el triunfo y según la versión de los hinchas de Floresta se burlaban del equipo vencido. Se originó una batalla campal entre la hinchada y la policía que protegía a los dirigentes de Atlanta, incluso se apersonaron al vestuario de los jugadores del club de Villa Crespo e intentaron ingresar, por lo que estuvieron una hora encerrados en el mismo. Los incidentes fueron de tal magnitud que fue portada de los medios nacionales y originó la clausura del estadio Islas Malvinas.

## Historial
Para confeccionar la siguiente tabla se toman en cuenta todos los partidos oficiales reconocidos por AFA.
- Actualizado hasta el 29 de julio de 2025 (All Boys 0-0 Atlanta).

| Competición             | Partidos | Victorias | Victorias | Empates | Goles | Goles |
| ----------------------- | -------- | --------- | --------- | ------- | ----- | ----- |
| Primera División        | 17       | 5         | 5         | 7       | 22    | 24    |
| Primera B               | 16       | 2         | 11        | 3       | 15    | 28    |
| Primera Nacional        | 13       | 6         | 1         | 6       | 13    | 7     |
| Primera B Metropolitana | 29       | 14        | 6         | 9       | 43    | 26    |
| Copas Nacionales        | 3        | 2         | 0         | 1       | 7     | 3     |
| Total                   | 78       | 29        | 23        | 26      | 110   | 88    |

## Partidos oficiales
| #  | Torneo                            | Ronda   | Estadio            | Local    | Resultado   | Visitante | Goles (L)                                                 | Goles (V)                                                    |
| -- | --------------------------------- | ------- | ------------------ | -------- | ----------- | --------- | --------------------------------------------------------- | ------------------------------------------------------------ |
| 1  | Copa Competencia 1914             | 8°F     | Ant. Atlanta       | Atlanta  | 1-2         | All Boys  | ?                                                         | ?                                                            |
| 2  | Copa Competencia 1926             | FG      | Ant. All Boys      | All Boys | 4-1         | Atlanta   | ?                                                         | ?                                                            |
| 3  | Primera B 1953                    | 9       | Ant. All Boys      | All Boys | 1-2         | Atlanta   | Novelino                                                  | R. Betinotti, R. Barrionuevo                                 |
| 4  | Primera B 1953                    | 26      | Ant. Atlanta       | Atlanta  | 3-1         | All Boys  | A. De Zorzi (2), ?                                        | ?                                                            |
| 5  | Primera B 1954                    | 2       | Ant. Atlanta       | Atlanta  | 1-0         | All Boys  | Domínguez                                                 |                                                              |
| 6  | Primera B 1954                    | 19      | Ant. All Boys      | All Boys | 0-1         | Atlanta   |                                                           | J. Novello                                                   |
| 7  | Primera B 1955                    | 7       | Ant. All Boys      | All Boys | 2-5         | Atlanta   | ?                                                         | R. Betinotti, O. Tornessi, O. López, O. Panzutto, V. Caamaño |
| 8  | Primera B 1955                    | 24      | Ant. Atlanta       | Atlanta  | 2-2         | All Boys  | O. Güenzatti, L. Bravo                                    | ?                                                            |
| 9  | Primera B 1956                    | 12      | Ant. Atlanta       | Atlanta  | 2-0         | All Boys  | O. Claría, J. Fernández Dean                              |                                                              |
| 10 | Primera B 1956                    | 29      | Ant. All Boys      | All Boys | 0-1         | Atlanta   |                                                           | A. De Zorzi                                                  |
| 11 | Metropolitano 1973                | 5       | All Boys           | All Boys | 0-2         | Atlanta   |                                                           | J. Gómez Voglino, R. Roldán                                  |
| 12 | Metropolitano 1973                | 22      | Atlanta            | Atlanta  | 2-2         | All Boys  | A. Onnis, H. Ibáñez                                       | V. Sánchez, “Zezinho”                                        |
| 13 | Metropolitano 1974                | 9       | Atlanta            | Atlanta  | 5-1         | All Boys  | J. Gómez Voglino (3, 1p), M. Finarolli (2)                | M. Pecoraro (e/c)                                            |
| 14 | Metropolitano 1974                | 18      | All Boys           | All Boys | 1-0         | Atlanta   | E. Medina                                                 |                                                              |
| 15 | Metropolitano 1975                | 16      | All Boys           | All Boys | 3-1         | Atlanta   | W. Durso, E. Medina (2, 1p)                               | J. Ribolzi                                                   |
| 16 | Metropolitano 1975                | 35      | Atlanta            | Atlanta  | 1-0         | All Boys  | M. Raffart                                                |                                                              |
| 17 | Metropolitano 1976                | 9       | Atlanta            | Atlanta  | 2-2         | All Boys  | M. Carballo, C. Carrió                                    | N. Valdivia, L. del Valle                                    |
| 18 | Metropolitano 1976                | 20      | All Boys           | All Boys | 1-2         | Atlanta   | Pintos                                                    | R. Avallay, H. Contreras                                     |
| 19 | Metropolitano 1976                | ZD 3    | Vélez Sarsfield    | All Boys | 2-2         | Atlanta   | N. Valdivia (2)                                           | M. Carballo, H. Candau                                       |
| 20 | Metropolitano 1977                | 2       | All Boys           | All Boys | 1-1         | Atlanta   | H. Dragonetti                                             | H. Candau (p)                                                |
| 21 | Metropolitano 1977                | 25      | Atlanta            | Atlanta  | 0-1         | All Boys  |                                                           | E. Medina                                                    |
| 22 | Nacional 1977                     | 6       | All Boys           | All Boys | 2-0         | Atlanta   | J. Coch, C. Pintos (p)                                    |                                                              |
| 23 | Nacional 1977                     | 13      | Atlanta            | Atlanta  | 3-0         | All Boys  | C. Filipetto, J. Vázquez y A. Palka (e/c)                 |                                                              |
| 24 | Metropolitano 1978                | 14      | All Boys           | All Boys | 0-0         | Atlanta   |                                                           |                                                              |
| 25 | Metropolitano 1978                | 35      | Atlanta            | Atlanta  | 1-1         | All Boys  | M. Franceschini                                           | H. Dragonetti (p)                                            |
| 26 | Metropolitano 1979                | 4       | All Boys           | All Boys | 4-1         | Atlanta   | J. Pereyra (3), R. Juárez                                 | H. Pizzurica (p)                                             |
| 27 | Metropolitano 1979                | 13      | Atlanta            | Atlanta  | 1-1         | All Boys  | H. Abdala                                                 | R. Juárez                                                    |
| 28 | Primera B 1981                    | 1       | All Boys           | All Boys | 1-0         | Atlanta   | A. Sánchez                                                |                                                              |
| 29 | Primera B 1981                    | 22      | Atlanta            | Atlanta  | 2-0         | All Boys  | A. Bianchi, C. Landaburo                                  |                                                              |
| 30 | Primera B 1982                    | 15      | All Boys           | All Boys | 0-1         | Atlanta   |                                                           | O. Porte                                                     |
| 31 | Primera B 1982                    | 36      | Atlanta            | Atlanta  | 3-1         | All Boys  | R. Espala, L. Díaz, O. Porte                              |                                                              |
| 32 | Primera B 1983                    | 11      | All Boys           | All Boys | 2-2         | Atlanta   | S. Pasini (2, 2p)                                         | A. Torres, R. Rojas                                          |
| 33 | Primera B 1983                    | 32      | Atlanta            | Atlanta  | 0-0         | All Boys  |                                                           |                                                              |
| 34 | Primera B 1985                    | 18      | Atlanta            | Atlanta  | 3-2         | All Boys  | H. Bueno, A. Perroud, C. Carrizo                          | De Sarasqueta, N. Fabbri                                     |
| 35 | Primera B 1985                    | 39      | All Boys           | All Boys | 3-0         | Atlanta   | H. Scotta (2), C. De Lucca                                |                                                              |
| 36 | Primera B Metropolitana 1986/1987 | 13      | All Boys           | All Boys | 0-3         | Atlanta   |                                                           | N. Toledo, C. Marasco, C. Genovese (p)                       |
| 37 | Primera B Metropolitana 1986/1987 | 30      | Atlanta            | Atlanta  | 0-4         | All Boys  |                                                           | O. Jara (2), R. Zárate (2)                                   |
| 38 | Primera B Metropolitana 1987/1988 | 3       | All Boys           | All Boys | 3-0         | Atlanta   | F. De Sarasqueta (2), A. Gizzi                            |                                                              |
| 39 | Primera B Metropolitana 1987/1988 | 18      | Atlanta            | Atlanta  | 5-1         | All Boys  | R. Fernández, N. Ducase, E. Pereyra, F. Di Carlo, F. Bini | F. Nieto                                                     |
| 40 | Primera B Metropolitana 1988/1989 | 2       | All Boys           | All Boys | 1-1         | Atlanta   | J. Rojas                                                  | J. Tévez                                                     |
| 41 | Primera B Metropolitana 1988/1989 | 17      | Atlanta            | Atlanta  | 1-0         | All Boys  | R. Solaberrieta (p)                                       |                                                              |
| 42 | Primera B Metropolitana 1989/1990 | 9       | Atlanta            | Atlanta  | 0-2         | All Boys  |                                                           | O. Bloise, J. Rojas                                          |
| 43 | Primera B Metropolitana 1989/1990 | 28      | All Boys           | All Boys | 3-2         | Atlanta   | E. Tavares Almeida (2), J. Rojas                          | A. Arzubialde, F. Spotorno (p)                               |
| 44 | Primera B Metropolitana 1991/1992 | 11      | Atlanta            | Atlanta  | 1-1         | All Boys  | F. Salas                                                  | J. Serna                                                     |
| 45 | Primera B Metropolitana 1991/1992 | 27      | All Boys           | All Boys | 3-0         | Atlanta   | D. Timpani, M. Suller, G. Minervino                       |                                                              |
| 46 | Primera B Metropolitana 1992/1993 | 8       | All Boys           | All Boys | 1-1         | Atlanta   | M. Blanco                                                 | C. Castillo                                                  |
| 47 | Primera B Metropolitana 1992/1993 | 25      | Atlanta            | Atlanta  | 0-1         | All Boys  |                                                           | A. Pascutti (p)                                              |
| 48 | Nacional B 1995/1996              | Ap 15   | All Boys           | All Boys | 2-2         | Atlanta   | G. Bartelt, R. Palavecino                                 | V. Paredes; C. Castillo                                      |
| 49 | Nacional B 1995/1996              | Cl 15   | Atlanta            | Atlanta  | 0-0         | All Boys  |                                                           |                                                              |
| 50 | Primera B Nacional 1996/1997      | ZB2 8   | Ferro Carril Oeste | All Boys | 1-3         | Atlanta   | M. Andrizzi                                               | G. Cuartas (2), G. González                                  |
| 51 | Primera B Nacional 1996/1997      | ZB2 16  | Atlanta            | Atlanta  | 0-0         | All Boys  |                                                           |                                                              |
| 52 | Primera B Nacional 1997/1998      | ZM 4    | Atlanta            | Atlanta  | 0-2         | All Boys  |                                                           | G. Bordi, G. Bartelt                                         |
| 53 | Primera B Nacional 1997/1998      | ZM 19   | All Boys           | All Boys | 1-1         | Atlanta   | C. Mayor                                                  | G. Guzmán                                                    |
| 54 | Primera B Nacional 1998/1999      | ZM 12   | All Boys           | All Boys | 3-1         | Atlanta   | G. Bordi (2), R. Pizarro                                  | M. Gerk                                                      |
| 55 | Primera B Nacional 1998/1999      | ZM 29   | Atlanta            | Atlanta  | 0-1         | All Boys  |                                                           | A. Osorio                                                    |
| 56 | Primera B Metropolitana 2001/2002 | 19      | Ferro Carril Oeste | Atlanta  | 1-1         | All Boys  | J. González                                               | G. Martínez                                                  |
| 57 | Primera B Metropolitana 2001/2002 | 40      | All Boys           | All Boys | 2-1         | Atlanta   | P. Solchaga (p), Á. Vildozo                               | G. Maidana                                                   |
| 58 | Primera B Metropolitana 2002/2003 | 1F 17   | All Boys           | All Boys | 2-2         | Atlanta   | O. Monje (2)                                              | L. Ferreiro (2)                                              |
| 59 | Primera B Metropolitana 2003/2004 | Ap 21   | All Boys           | All Boys | 1-0         | Atlanta   | F. Diz                                                    |                                                              |
| 60 | Primera B Metropolitana 2003/2004 | Cl 21   | Atlanta            | Atlanta  | 0-4         | All Boys  |                                                           | C. Luna (2), Á. Vildozo, H. Arriola                          |
| 61 | Primera B Metropolitana 2004/2005 | Ap 10   | Atlanta            | Atlanta  | 1-2         | All Boys  | L. Ferreiro                                               | G. Álvarez, P. Santillo (e/c)                                |
| 62 | Primera B Metropolitana 2004/2005 | Cl 10   | All Boys           | All Boys | 2-1         | Atlanta   | P. Solchaga (2, 1p)                                       | L. Salmerón                                                  |
| 63 | Primera B Metropolitana 2005/2006 | ZB 9    | All Boys           | All Boys | 0-1         | Atlanta   |                                                           | J. Mosquera                                                  |
| 64 | Primera B Metropolitana 2005/2006 | ZB 20   | Atlanta            | Atlanta  | 2-2         | All Boys  | Abel Soriano (2)                                          | P. Solchaga (2)                                              |
| 65 | Primera B Metropolitana 2005/2006 | 2F 4    | Ferro Carril Oeste | All Boys | 1-1         | Atlanta   | P. Solchaga                                               | J. Molina                                                    |
| 66 | Primera B Metropolitana 2005/2006 | 2F 8    | Ferro Carril Oeste | Atlanta  | 0-3         | All Boys  |                                                           | P. Solchaga (2, 1p), C. Padra                                |
| 67 | Primera B Metropolitana 2006/2007 | Ap 5    | All Boys           | All Boys | 1-0         | Atlanta   | Á. Vildozo                                                |                                                              |
| 68 | Primera B Metropolitana 2006/2007 | Cl 5    | Atlanta            | Atlanta  | 0-0         | All Boys  |                                                           |                                                              |
| 69 | Primera B Metropolitana 2007/2008 | 18      | All Boys           | All Boys | 1-1         | Atlanta   | P. Solchaga                                               | J. Molina                                                    |
| 70 | Primera B Metropolitana 2007/2008 | 38      | Platense           | Atlanta  | 0-2         | All Boys  |                                                           | F. Sánchez, H. Grana                                         |
| 71 | Copa Argentina 2012/13            | 32 °F   | Huracán            | Atlanta  | (4) 1-1 (3) | All Boys  | D. Bielkiewicz                                            | C. Salom                                                     |
| 72 | Primera B Metropolitana 2018/2019 | 11      | All Boys           | All Boys | 2-3         | Atlanta   | L. Nichiarelli (2)                                        | I. Colombini (2), L. Modesto                                 |
| 73 | Primera B Metropolitana 2018/2019 | 30      | Atlanta            | Atlanta  | 1-0         | All Boys  | I. Colombini                                              |                                                              |
| 74 | Primera Nacional 2022             | 1       | All Boys           | All Boys | 1-0         | Atlanta   | F. Brandán                                                |                                                              |
| 75 | Primera Nacional 2024             | Int. 19 | All Boys           | All Boys | 1-0         | Atlanta   | H. Grana                                                  |                                                              |
| 76 | Primera Nacional 2024             | Int. 38 | Atlanta            | Atlanta  | 0-1         | All Boys  |                                                           | I. Figueroa                                                  |
| 77 | Primera Nacional 2025             | 3       | Atlanta            | Atlanta  | 0-0         | All Boys  |                                                           |                                                              |
| 78 | Primera Nacional 2025             | 20      | All Boys           | All Boys | 0-0         | Atlanta   |                                                           |                                                              |

### Goleadores
| Jugador            | Equipo   | Goles |
| ------------------ | -------- | ----- |
| Pablo Solchaga     | All Boys | 9     |
| Juan Gómez Voglino | Atlanta  | 4     |

## Estadísticas generales
Actualizado hasta enero de 2024
| Observaciones       |                        |                       |
| ------------------- | ---------------------- | --------------------- |
| Nombre completo     | Club Atlético All Boys | Club Atlético Atlanta |
| Fecha de fundación  | 15 de marzo de 1913    | 12 de octubre de 1904 |
| Apodo               | Albo                   | Bohemio               |
| Temporadas          |                        |                       |
| Total en AFA        | 114                    | 121                   |
| en Primera División | 19                     | 64                    |
| en Segunda División | 76                     | 27                    |
| en Tercera División | 19                     | 30                    |
| Títulos             |                        |                       |
| Total en AFA        | 5                      | 7                     |
| en Primera División | 0                      | 0                     |
| en Copas Nacionales | 0                      | 1                     |
| en Segunda División | 1                      | 3                     |
| en Tercera División | 4                      | 3                     |

## Uniformes tradicionales
- All Boys: Su vestimenta tradicional se compone de una camiseta blanca con cuello y vivos negros; pantalón y medias blancas.
- Atlanta: Su vestimenta histórica se compone de una camiseta listada con cuatro franjas amarillas y tres azules en su frente; pantalón y medias azules.

| All Boys | Atlanta |

### Futbolistas que jugaron en ambas instituciones
Listado de jugadores que han defendido las camisetas de All Boys y de Atlanta.
Nota: en negrita jugadores que actualmente visten alguna de las dos camisetas.
| - Luciano Agnolín - Gabriel Albarracín - Cristóbal Aldana - Alfredo Almada - Ezequiel Andreoli - Gustavo Artaza - Rodolfo Betinotti - Maximiliano Bogni - Federico Capece - Luis Castro - Sigifredo Collazo - Renato Corsi - Oswaldo Cortés - Leandro de Muner - C. Frascoli - Fabio Giménez - Jaime Giordanella |  | - Alberto Javier González - Rogelio Iriquín - Rodolfo Juárez - Gabriel López - Jonathan López - Nahuel Losada - Ángel Mamberto - Claudio Marasco - José Martínez - Wenceslao Martínez - Claudio Marasco - Gustavo Minervino - Braian Miranda - Diego Montiquín - Julián Mosquera - Gustavo Núñez - Franco Olego - Pedro Omar |  | - Horacio Palmieri - Mariano Pasini - Hernán Pedraza - Matías Pérez García - Miguel Ángel Raimondo - Eduardo Reggi - Carlos Roldán - Jorge Rossi - Julio Serna - Rodrigo Stalteri - Carlos Tapia - Marcelo Trapasso - Facundo Trigueros - Julio Ugolini - Diego Vázquez - Héctor Virardi - Roberto Zywica |  |